# ساگیتوو (شهرستان زیانچورینسکی، باشقیرستان)
ساگیتوو (انگلیسی: Sagitovo, Zianchurinsky District, Republic of Bashkortostan) یک شهرک در شهرستان زیانچورینسکی استان باشقیرستان کشور روسیه است.